# Љиљана Црепајац
Љиљана Црепајац (Београд, 14. септембар 1931
— Београд, 6. септембар 2018) била је српски класични филолог и преводилац, редовни професор (1987) Филозофског факултета Универзитета у Београду. Предавала је Историјску граматику грчког језика. Била је управник Одељења за класичне науке (од 1994).
Студије класичне филологије отпочела 1950. на Филозофском факултету Универзитета у Београду, ту је дипломирала и докторирала, а на Универзитету у Копенхагену магистрирала. На Одељењу за класичне науке професори су јој били Милош Н. Ђурић, Милан Будимир и Аница Савић Ребац.
Говорила је енглески, немачки, руски, италијански и француски језик, а латински и (старо)грчки писала.

## Главна дела
- О префиксалном а у класичним језицима, докторска дисертација (1973);
- Στοιξεια ελληνικα: основи грчке глотологије с Миланом Будимиром (прво издање: Београд, 1967; последње, пето издање: Београд, 1997);
- О двема инверсним индоевропским лексичким групама, у Зборник Филозофског факултета, 7, 1963.
- Уз историју грчког плусквамперфекта, Београд, 1970.
- Лат.  грч. τι(ν)ω, српскохрв. кајати, Скопље, 1971.
- Из хеленске глотологије с Миланом Будимиром, Београд, 1976.
- Примарне синестесије у индоевропском, у Зборник Филозофског факултета, 10, 1968.
- , у , Скопље, 1987.
- у  80, (1966)
- Пеластичка теорија Милана Будимира, у Saecula confluentia: зборник радова са научног скупа посвећеног 120–годишњици наставе класичне филологије на Београдском универзитету, Београд, 2004.

## Преводи

### Са грчког
- Аристотел, Политика,
- Софокле, Цар Едип
- Аристофан, Жене у Народној скупштини

### Са латинског
- Тацит Анали

### Са енглеског
- Џон Чедвик, Микенски свет, Београд, 1980.

## Награде
- 1970: Награда „Милош Н. Ђурић“ Удружења књижевних преводилаца Србије за најбољи превод (Тацит, Анали)
- 2006: Награда Удружења књижевних преводилаца Србије за животно дело